# Daensen
Daensen (platduits: Doans) is een klein dorp in de gemeente Buxtehude in het Landkreis Stade in de deelstaat Nedersaksen. Bij Daensen horen de gehuchten Heimbruch en Pippensen. 
Het dorp werd in 1972 bij de stad Buxtehude gevoegd. Daensen wordt voor het eerst vermeld in een oorkonde uit 1141.
Daensen is vooral bekend geworden, doordat een plaatselijke boer in 1899 bij toeval een grafheuvel uit de Bronstijd opgroef. Daarbij werd een mensenschedel gevonden, die helaas verloren ging, maar ook een aantal, ten dele vergulde, bronzen voorwerpen, die dienden als verbindingsstukken van een zgn. Klapphocker, een soort klapstoel.  De klapstoel, gedateerd omstreeks 1400 v.Chr., is gereconstrueerd en tentoongesteld in het Archeologische Museum Hamburg te Hamburg-Harburg.
- Gemeinsame Normdatei: 4090836-7
- Virtual International Authority File: 248097728